# 约翰·巴洛曼
约翰·巴洛曼，MBE（John Scot Barrowman，1967年3月11日—）是一位苏格兰裔美国人（英美双重国籍）演员、歌手舞者、音乐剧演员、作家和电视人。他最為人所知的作品為《火炬木小组》。
他出生于格拉斯哥，於1975年與家人一起搬到了美國，成长于伊利诺伊州，Barrowman在圣地亚哥亚莱恩国际大学学习表演艺术，之后在伦敦西区剧院Cole Porter写的Anything Goes中表演Billy Crocker一角色。
約翰公開自己為同志 (LGBT)，並於2006年被選為同性戀人權運動團體Stonewall的年度最佳藝人。

## 早年經歷
約翰的父親為開拓重工工作，母親則是在唱片公司工作。在出生的故鄉蘇格蘭格拉斯哥生活了八年，於1975年隨著父親的調職而全家人搬到了美國。接下來的幾年他便在喬利埃特 (伊利諾州)度過。約翰於1985年Joliet West高中畢業。他的父親在位於伊利諾斯州Aurora的Caterpillar集團的拖拉機工廠任經理一職。約翰在高中期間已出演過許多音樂劇角色，1983年到1985年間他所參加的音樂劇有『Hello,Dolly!』、 『Oliver!, Camelot』、 『Li’l Abner』以及『Anything Goes.』。他也曾經利用一個暑假的時間為電力公司工作。父親為他安排這個工作是希望他能體驗人工勞動力的生活。之後便在聖地牙哥 (加利福尼亞州)的私立大學就讀。於1990年返回倫敦。

## 延伸阅读
- Barrowman, John; Barrowman, Carole. . Michael O'Mara Books. 2008. ISBN 1843172895.
- Barrowman, John; Barrowman, Carole. . Michael O'Mara Books. 2009. ISBN 9781843173793.
- Galliano, Joseph. . Simon & Schuster. 2009. ISBN 1847377661.